# 吉田茂夫
吉田 茂夫(よしだ しげお、1920年3月13日 - 2009年2月23日）は、日本の経営者。京都府福知山市出身。

## 経歴
1943年に東京帝国大学法学部政治学科を卒業し、同年に阪神急行電鉄(のちの阪急電鉄)に入社。1961年1月に阪急国際交通社(のちの阪急交通社)に転じ、1969年5月に取締役に就任し、1975年5月に常務、1980年5月に専務を経て、1985年6月に社長に就任。1991年6月に会長に就任し、1994年6月から1年間相談役を務めた
2009年2月23日に死去。88歳没。